# Sluitsteen (dolmen)

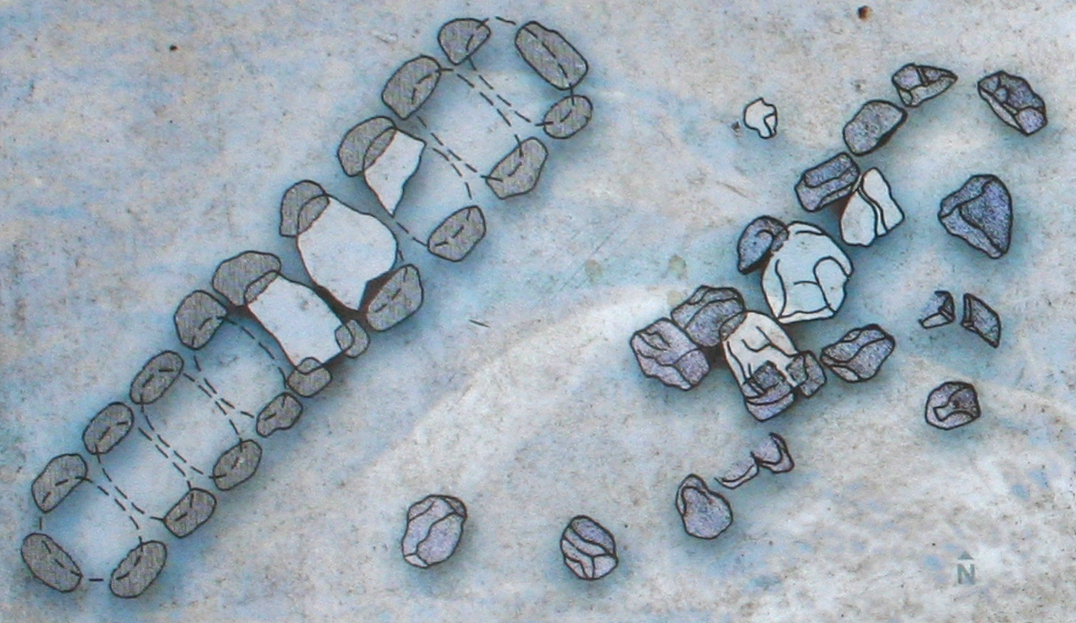
Links een reconstructie van Großsteingrab Stenum (en rechts de huidige staat van het bouwwerk), de twee buitenste dekstenen rusten op twee draagstenen en een sluitsteen

De sluitsteen is het onderdeel van een hunebed dat de structuur aan het uiteinde afsluit. Een hunebed bestaat uit rechtopstaande grote stenen (zuilen of draagstenen) waarop platte dekstenen rusten. Doorgaans staan de draagstenen grotendeels op evenwijdige lijnen. Twee draagstenen en een deksteen zijn een juk of trilithon. De juk of meerdere jukken worden afgesloten door een sluitsteen.

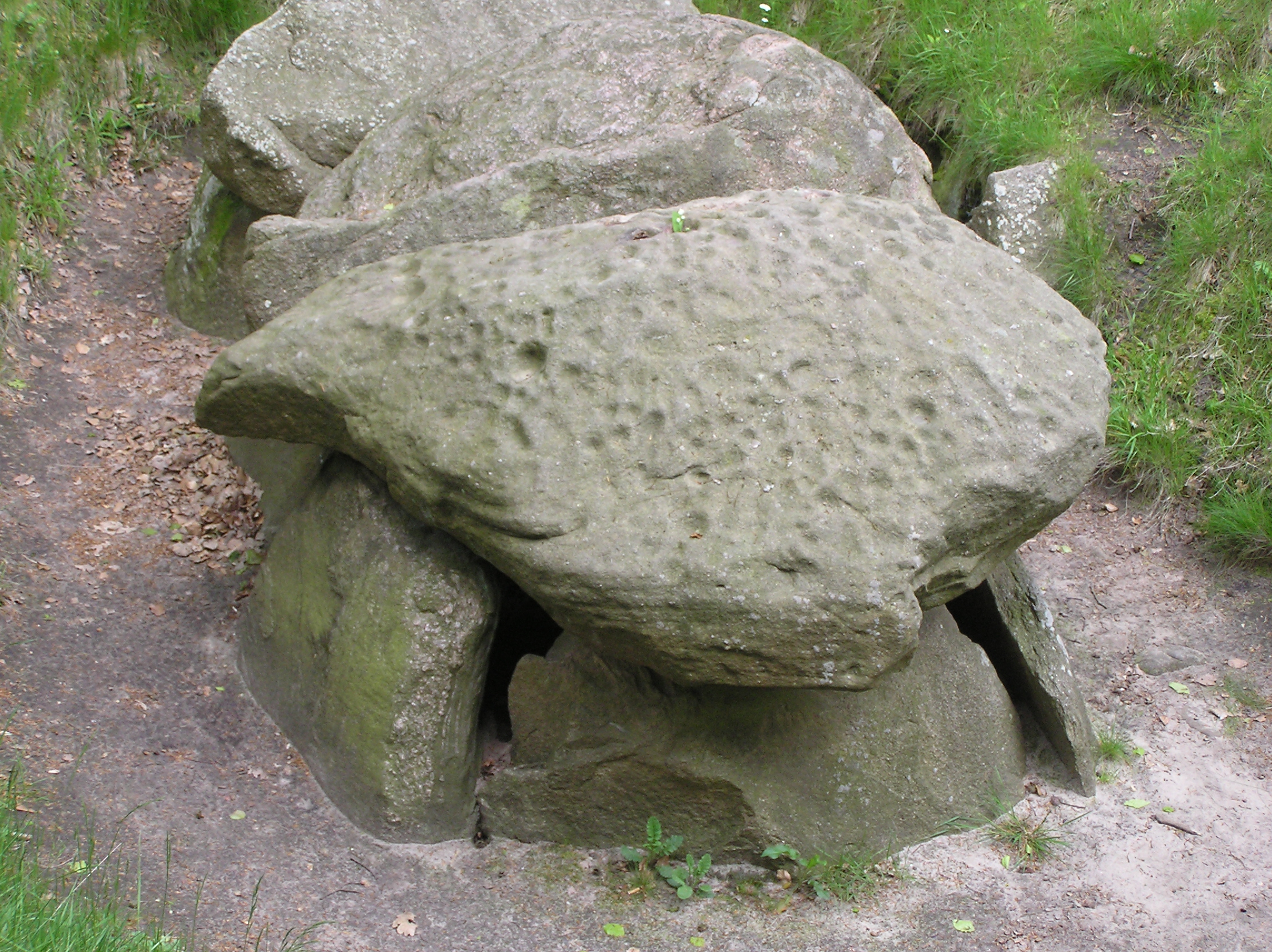
Een Schalenstein als deksteen bij Großsteingrab Bunsoh, deze rust op twee draagstenen en een sluitsteen

Sluitstenen komen onder andere voor bij het portaalgraf, bij de Großdolmen en het ganggraf.